# Trimenia marquesensis
Trimenia marquesensis är en tvåhjärtbladig växtart som beskrevs av Forest Brown. Trimenia marquesensis ingår i släktet Trimenia och familjen Trimeniaceae. Inga underarter finns listade.